# Zugliget
Zugliget (németül: Auwinkel, korábban: Sauwinkel) Budapest városrésze a XII. kerület területén. Hozzá tartozik a Hunyad-orom és a Tündér-szikla.

## Fekvése
Zugliget a János-hegytől északkeletre, a Kútvölgytől délnyugatra fekszik.

## Nevének eredete
A 18. század legvégén a mai Zugliget nagyobb része a Sauwinkel-erste dűlő (Disznózug-első) része volt. Ezt a korabeli kataszteri térkép és a Laszlovszky-major 1795-ös adásvételi szerződése bizonyítja. A Sauwinkel első betűjének elhagyásával Auwinkel, azaz Ligetzug lett a neve, amelyet a 19. század folyamán Ligetszeg formában is használtak. Ezzel párhuzamosan a dűlőnév is Auwinkel-erste lett. Még később Szigliget mintájára a Ligetzug Zugliget lett, a dűlőnév pedig Zugliget-első dűlő.

## Története
Zugliget a 18. században még Buda és Pest ellátásában fontos szerepet játszó mezőgazdasági terület volt. Egy 1713-as adat szerint a Zugligettől délre elterülő területeken (Orbán-hegy, Márton-hegy, Kútvölgy) összefüggő szőlőterületén negyvenezer szőlőskert volt. Zugliget felső részét erdő borította, itt őzre, vaddisznóra, nyúlra, fácánra lehetett vadászni. A vadászati jog a városé volt.
A II. József által elrendelt kataszteri térképezés alkalmával készített Kayser-féle térképen a Zugligetben összesen nyolc épületet tüntettek fel. A 19. századtól a budai hegyek és így Zugliget is új szerepet kapott. Megjelentek a kirándulók és a szabadban piknikezők, valamint a zöldterületen nyíló híres vendéglők (Szarvas kocsma, Fácán vendéglő, Laszlovszky-major).
A 19/20. századfordulóra megszaporodott Zugliget állandó lakossága is. Az állandó lakosság gyermekeinek 1896-ban felépítették az időközben kétszer átépített, kibővített Zugligeti Elemi Iskolát, a mai Zugligeti Általános Iskolát.

## Közlekedés
Zugliget betelepedése a 19. század közepén indult meg. A gazdagok számára már ekkor is vonzó alternatíva volt kiköltözni a zöldbe, de mégis a város nyüzsgése közelében maradni. Zugliget első rendszeres tömegközlekedési eszköze a tabáni Szarvas térről, a Széna térről és a Bécsi-kaputól 1832-től rendszeresített omnibuszjáratok voltak. 1868 júniusától a Budai Közúti Vaspálya Társaság (BKVT) indította menetrend szerinti lóvasút-járatát a Lánchídtól a Laszlovszky-majorig. A vonalat 1903-ban meghosszabbították a Fácán vendéglő alatt húzódó Csermely-völgy szurdokáig. A Budapesti Közúti Vaspálya Rt. vaspályái közül ezt a vonalat villamosították az elsők között.
Ezen, az akkor még 43-as villamosvonalon történt 1900. június 4-én a főváros legsúlyosabb villamosbalesete, amelynek 4 halottja volt.

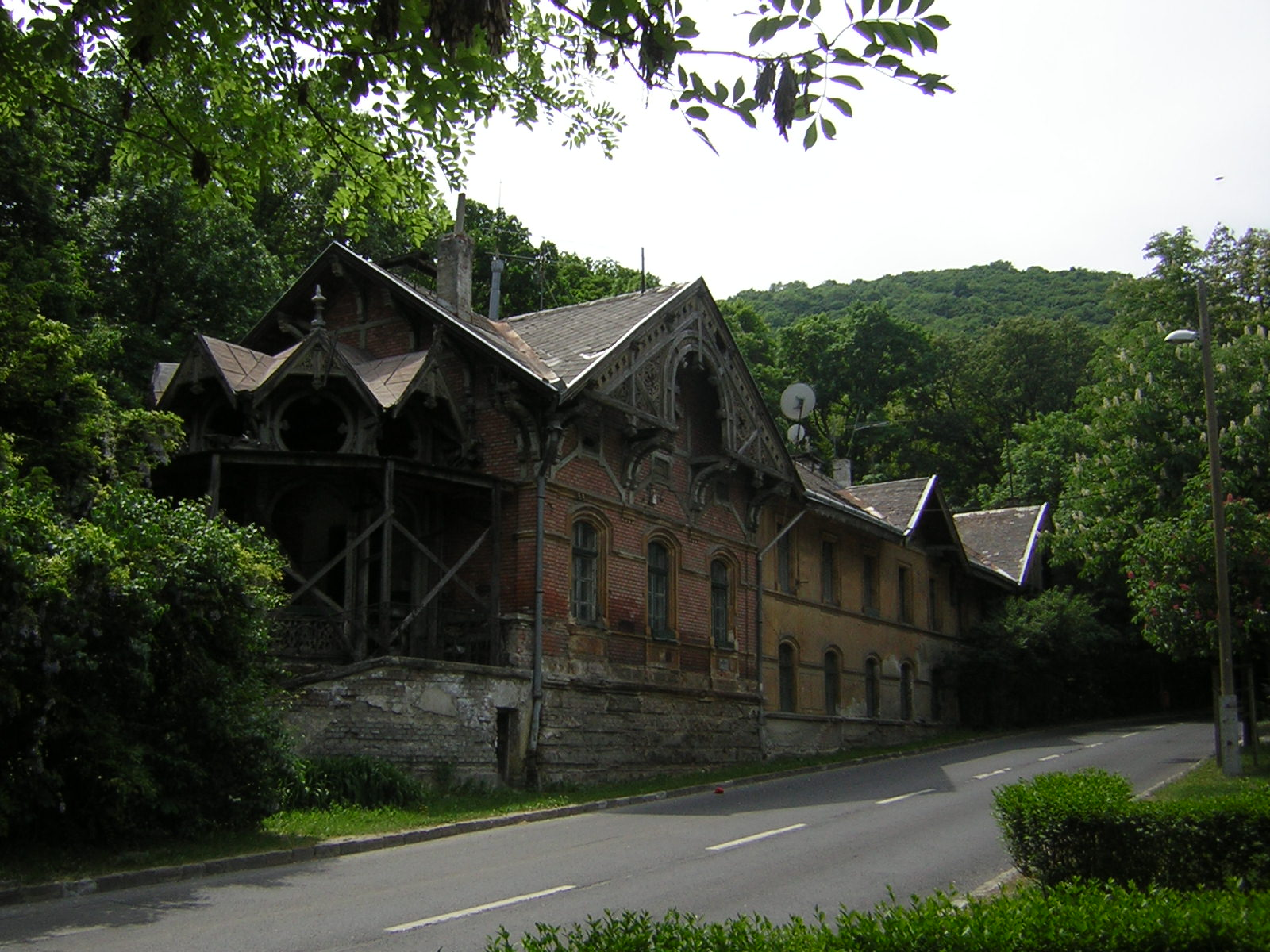
A már megszűnt 58-as villamos lóvasúti eredetű megállója a felújítás előtt. A villamos megindulása előtt a lóvasút végállomása volt

A II. világháborút követően ismét elővették a Zugligetből a János-hegyre vezető kötélpálya tervét. Ez végül a XII. Kerületi Tanács beruházásával 1969-ben valósult meg. A János-hegyi Kötélpályát (Libegő) a Tatabányai Szénbányák Vállalat építette.

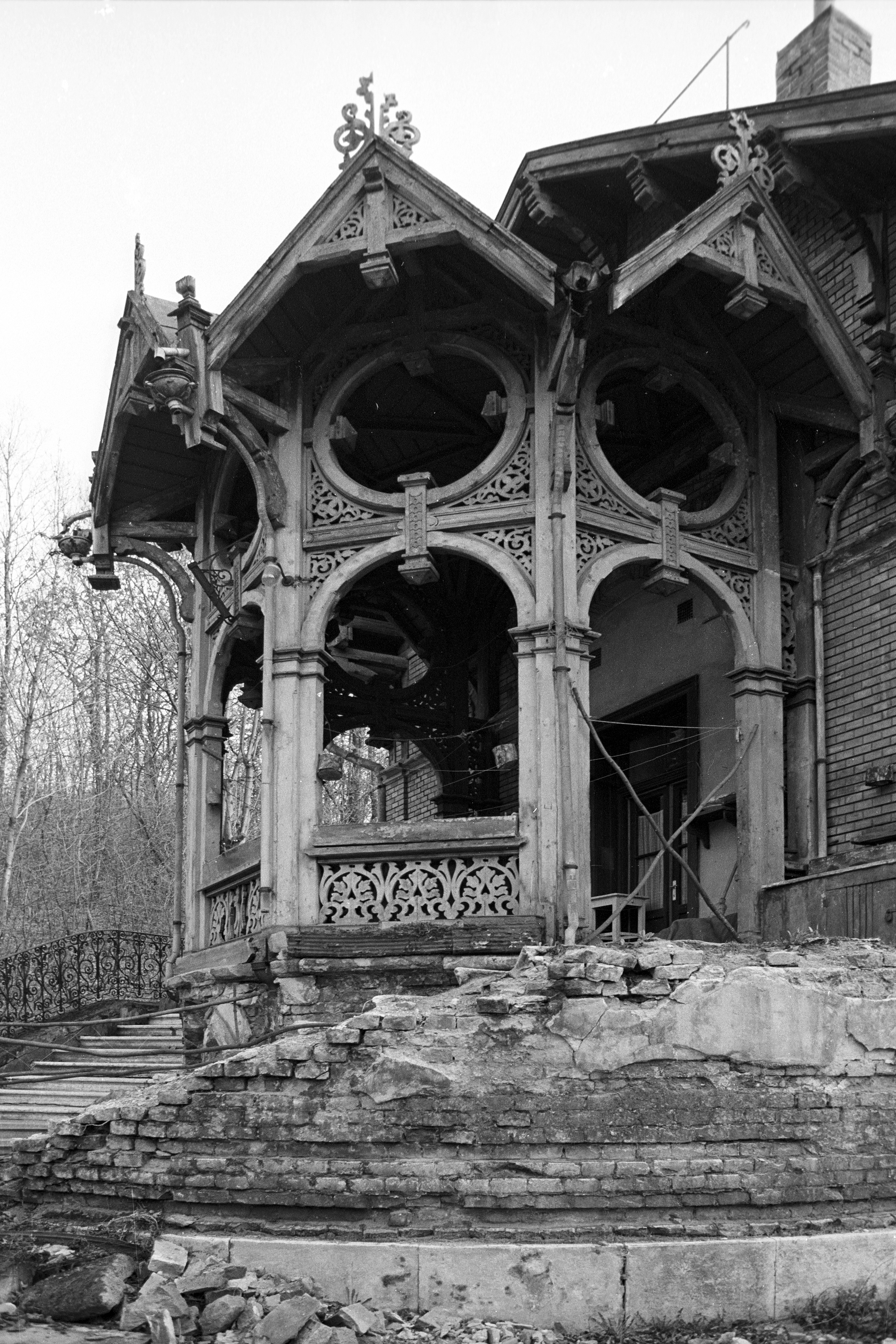
A zugligeti villamosmegálló romos épülete 1983-ban

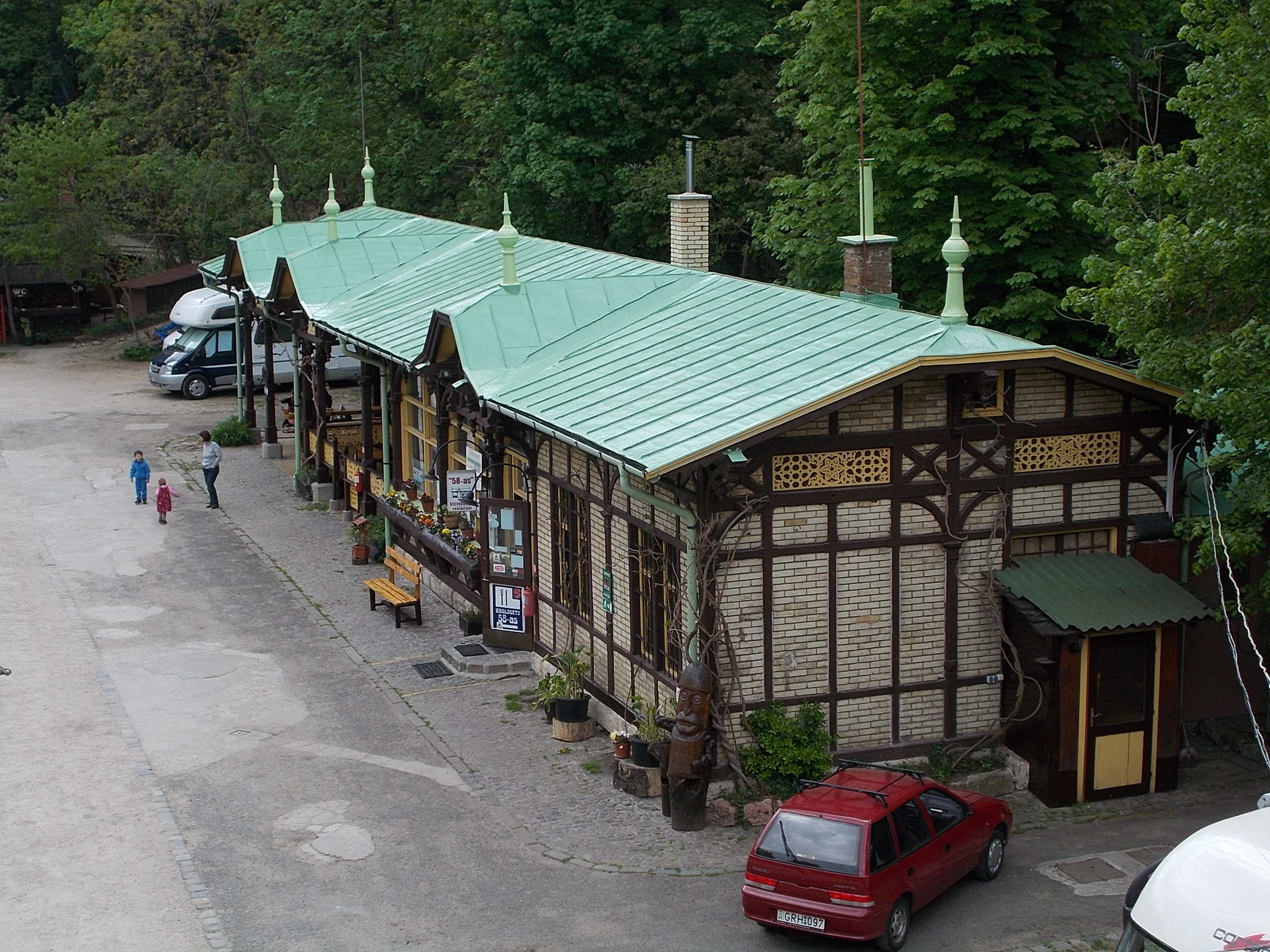
A Csermely úti villamosvégállomás a járat megszüntetése óta a Csermely-völgyben üzemelő Niche Camping (ma: Ave Natura Camping) épületeként funkcionál

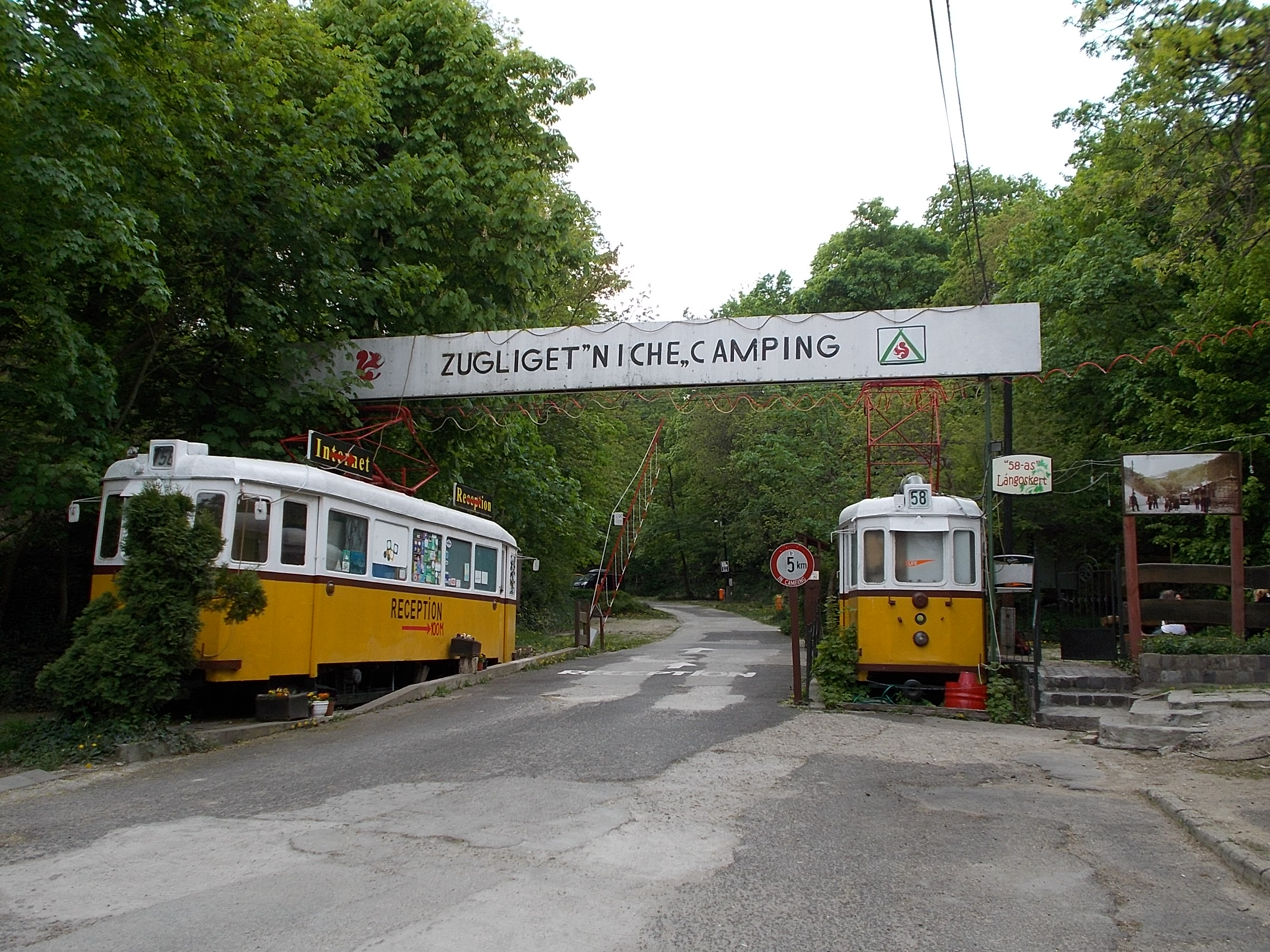
Az 1043-as és 1061-es pályaszámú villamosok a zugligeti kemping Libegő melletti bejáratánál

A Libegő a XII. Kerületi Tanács kezelésében maradt 1977-ig. Ez a döntés megpecsételte a zugligeti villamosvonal sorsát. Zugligetben 1977. január 17-én haladt végig utoljára az ekkor 58-as számot viselő villamos. A konkurens BKV megszüntette a járatot, és ezzel 109 év után megkezdődött a zugligeti vaspálya felszámolása. A sors fintora, hogy még ebben az évben a Libegő a tulajdonába került. A megszüntetés másik indoka az volt, hogy ekkoriban a BKV a kisebb forgalmú budai villamosvonalakat trolibusszal akarta kiváltani. Erre a magas létesítési költség miatt végül nem került sor, így a villamos pótlására beindított 58V jelzésű pótlóbusz 1980. március 3-án 158-as néven véglegesedett.
A rendszerváltást követően felmerült a Libegő privatizálásának gondolata, végül azonban erre a privatizációra mégsem került sor. A BKV a libegőt 2000-ben tíz esztendőre bérbe adta, Kasos István és Vadas Antal kapta meg hasznosításra. 2010-ben a bérlet lejártát követően egy alapos felújítást követően a BKV visszavette az üzemeltetést.
A 158-as busz szerepét 2008. szeptember 6-ától a Gábor Áron utcán meghosszabbított 91-es busz párja, az ide közlekedő 291-es vette át. A járat a Nyugati pályaudvar felé közlekedik. A Moholy-Nagy Művészeti Egyetem könnyebb megközelítése érdekében Budakeszi felé a 222-es busz is a Zugligeti úton jár, az egyetem után még az új Kuruclesi úti megállóban áll meg. Zugliget felső részénél a Zugligeti Általános Iskola előtt van a 155-ös busz végállomása. A járat a Széll Kálmán tér felé közlekedik.
A villamost megszüntetése óta gyakran visszasírják, hiszen annak idején kiváló közlekedési kapcsolatot biztosított a terület számára. Egyelőre azonban nincs realitása az újraindításának.

## Vendéglátás

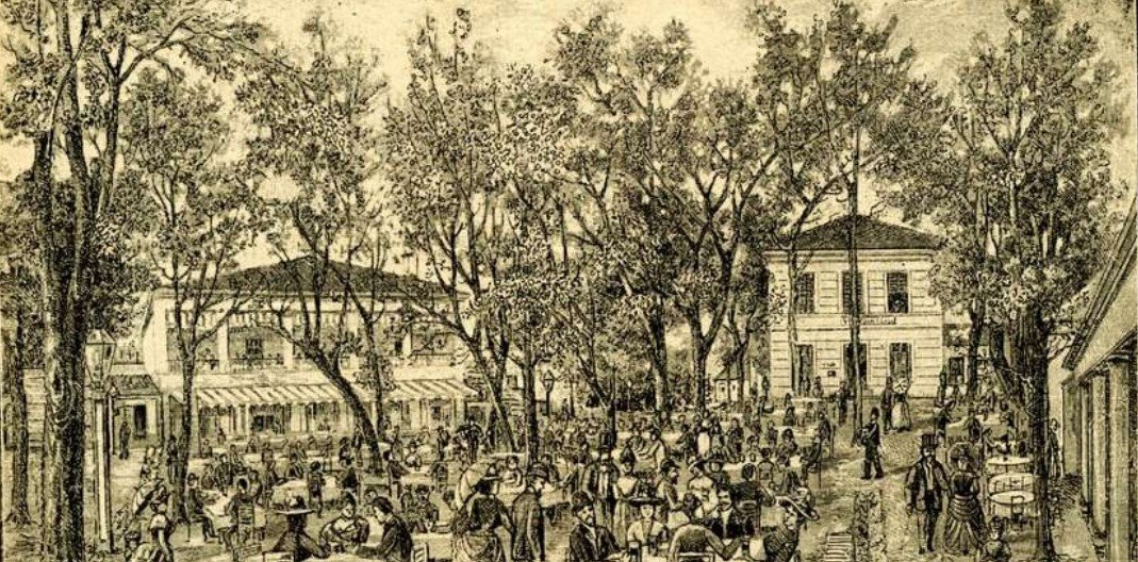
A Fácán vendéglő

1837-ben a zugligeti Istenszeme vendégfogadóban nyaralás közben tartóztatták le Kossuth Lajost. 1861-ben a Zugligeti Kochmajer-villában nyaralt Erzsébet királyné gyermekeivel, Rudolffal és Gizellával.

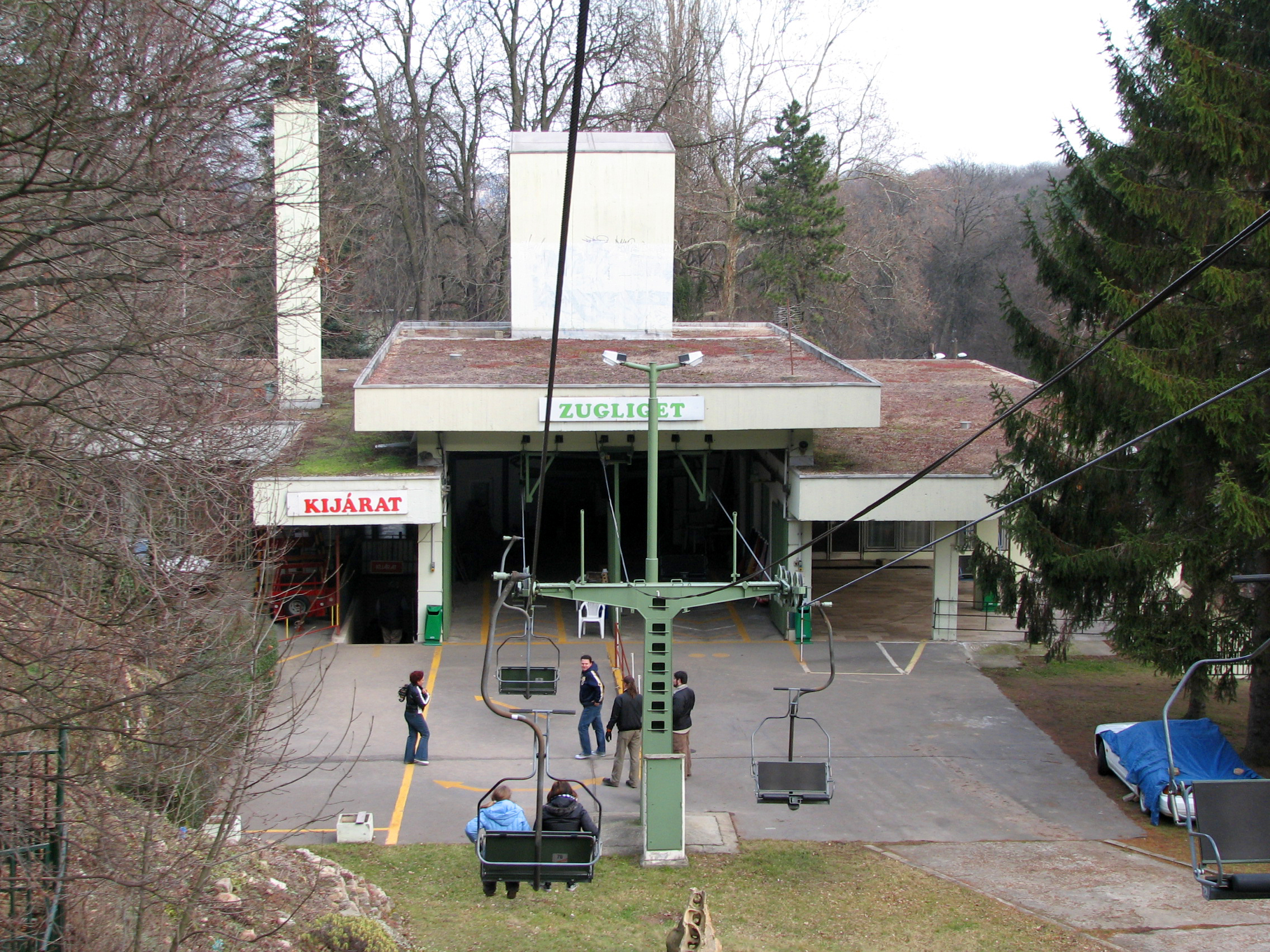
A Libegő zugligeti állomása

Az 1856-ban Hild József tervei alapján újjáépült Fácán fogadónak már több mint 30 szobája volt.
A Fácán fogadó a magyar művészek nyári törzshelye, a fogadóval szemben található Tündérhegyi szanatóriumban sok neves költőnk-írónk és más művészünk pihent hosszabb-rövidebb ideig. A második világháború kezdetét követően a Fácán fogadó épületei és a hozzátartozó Fácános-kert lett az 502-es magyar királyi honvéd internálótábor. 1939 őszén, miután Teleki Pál utasítására a menekültek előtt megnyitották a lengyel–magyar határt, 80 ezer polgári és 40 ezer katona menekült érkezett Magyarországra. Az 502-es magyar királyi honvéd internálótáborban elsősorban a lengyel katonatiszteket helyezték el.
A 20. század első felében Zugliget Budapest egyik legkedveltebb és a villamosvonalnak köszönhetően talán legjobban megközelíthető kirándulóhelye volt. A Csillag-völgyben vendéglők és fogadók sora várta a megéhezett és pihenésre vágyó kirándulókat: A Laszlovszky-féle kocsma, a Zöld Vadász, a Disznófő, a Fácán, a Szarvas, a Szép Juhászné.
A második világháborút követően Zugliget egészen a hatvanas évekig változatlanul népszerű kirándulóhely volt, azonban ekkoriban már megindult a fokozatos hanyatlás.
A szocialista időkben, mikor az igényesebb, tisztes jómódban élő középréteg háttérbe szorult, s ezek a magántulajdonon, tőkén alapuló vendéglők is vesztettek a jelentőségükből (sokszor az állam erős közbelépésének köszönhetően), érthető volt a Zugliget jellegű helyek visszaszorulása. Az emberek körében – főleg miután az személyautók terjedésével a várostól távolabb eső kirándulóhelyek is könnyebben elérhetővé váltak – más típusú szabadidős kultúra nyert teret. Sokan jutottak zsebkendőnyi telkecskékhez az ország számos pontján, például a Balatonnál vagy a Dunakanyarban, ami bizonyos fokig a szabadságot, a személyes tulajdont jelentette számukra. Hétvégén sokan inkább a telekre vágytak, és nem a régi, polgári környezetbe, a Budai-hegyekbe.

## Zugliget ma

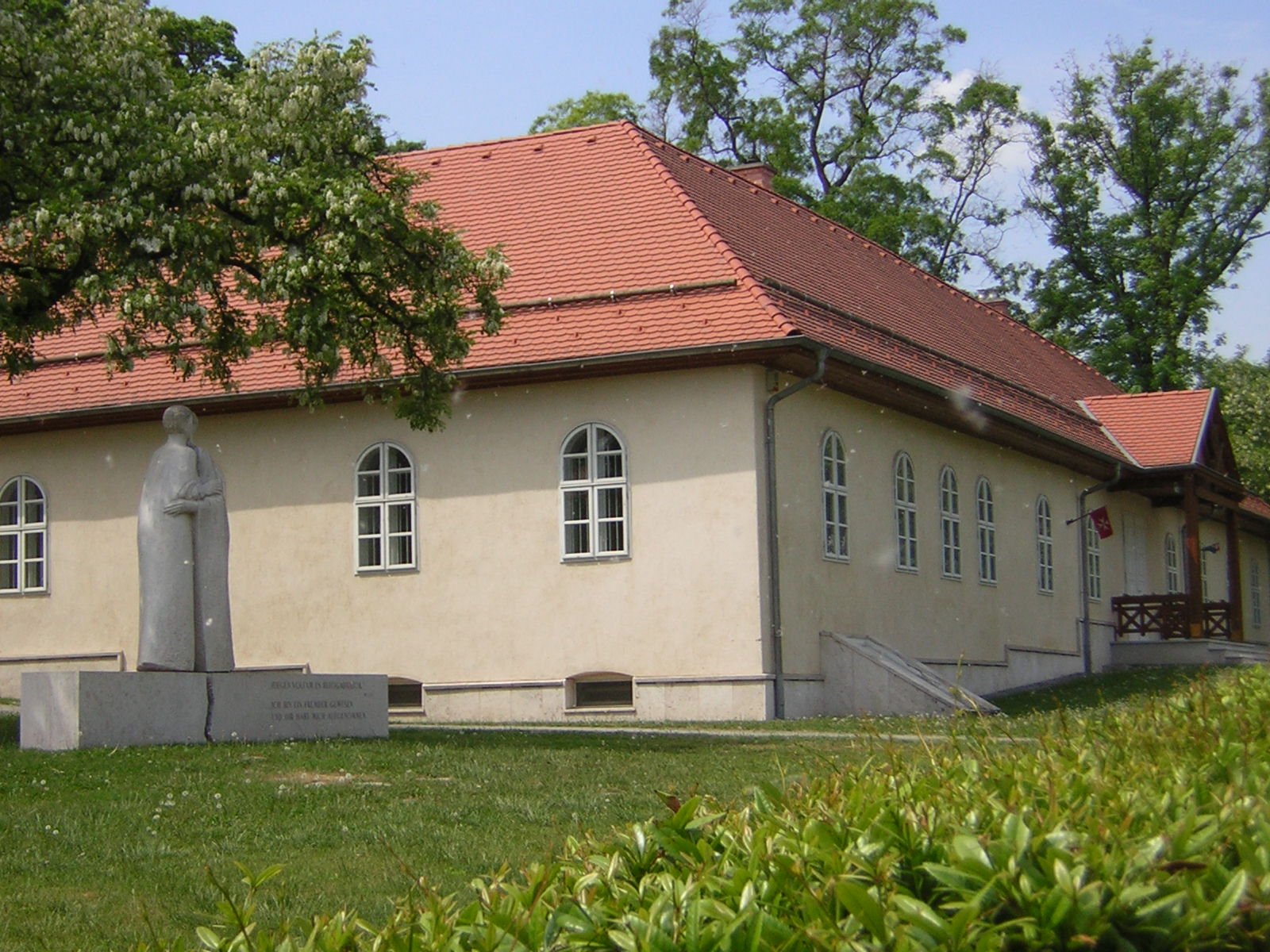
Az egykori Laszlovszky-major főépülete, ami ma a Magyar Máltai Szeretetszolgálat székháza

A Fácán fogadó a háborút követően az Eötvös Loránd Tudományegyetem kollégiuma, majd a hetvenes évektől a Határőrség laktanyája volt. Sorsa a rendszerváltást követően pecsételődött meg, amikor a Magyar Állam eladta egy banknak. A műemlék épület egy évtizede várja lyukas tetővel, hogy végre összedőljön, és a bank megkezdhesse egy rendkívül exkluzív lakópark építését az ősfák között.
Zugligetben a Libegő mellett található az amerikai nagykövet rezidenciája. A rezidencia jelenlegi lakója David Cornstein nagykövet.
A villamosvonal 1977-es megszüntetése végleg megpecsételte Zugliget mint kirándulóhely sorsát. A nyolcvanas évek közepére kivétel nélkül minden zugligeti vendéglőt bezártak, a beépíthető területek megteltek luxusvillákkal. A Zugligeti út és folytatása, a Béla-király út Buda egyik legforgalmasabb útvonalává vált.
Említésre méltó építészeti műemléke a Zugligeti (vagy Virányosi) plébániatemplom, az Ybl Miklós által épített Fácán fogadó romjai és a villamosjárat első végállomása, a Laszlovszky-majorhoz tartozó német reneszánsz stílusú villaépület (ma a Fővárosi Öregek Otthona), valamint maga a majorsági épület, amelyben ma a Magyar Máltai Szeretetszolgálat központja van.

## Zugliget az irodalomban
| „                                        | Ott alant, alant, a mélyben, A kék messzeség ködében, Ott a város… csak ugy rémlik, Mint a múlt, amelyet félig Átadott immár a lélek A felejtés éjjelének. Kinn vagyok a természetben, Fönn magasra nőtt hegyekben; Magas e hely, itt pihen meg Koronként a vándor felleg, S ha itt volnék éjjelenként, Csillagokkal beszélgetnék. […] Zugliget, 1848. szeptember 8.'' | ” |
| – Petőfi Sándor: A hegyek közt (részlet) | |   |

Veres Péter Almáskert című elbeszélésében írja: „Vilma asszony különösen tájékozatlan volt ebben, s mint afféle őspesti, még ebből a kicsi Magyarországból is csak a zugligeti Szarvascsárdától a vecsési végállomásig terjedő világot ismerte.”

## Galéria

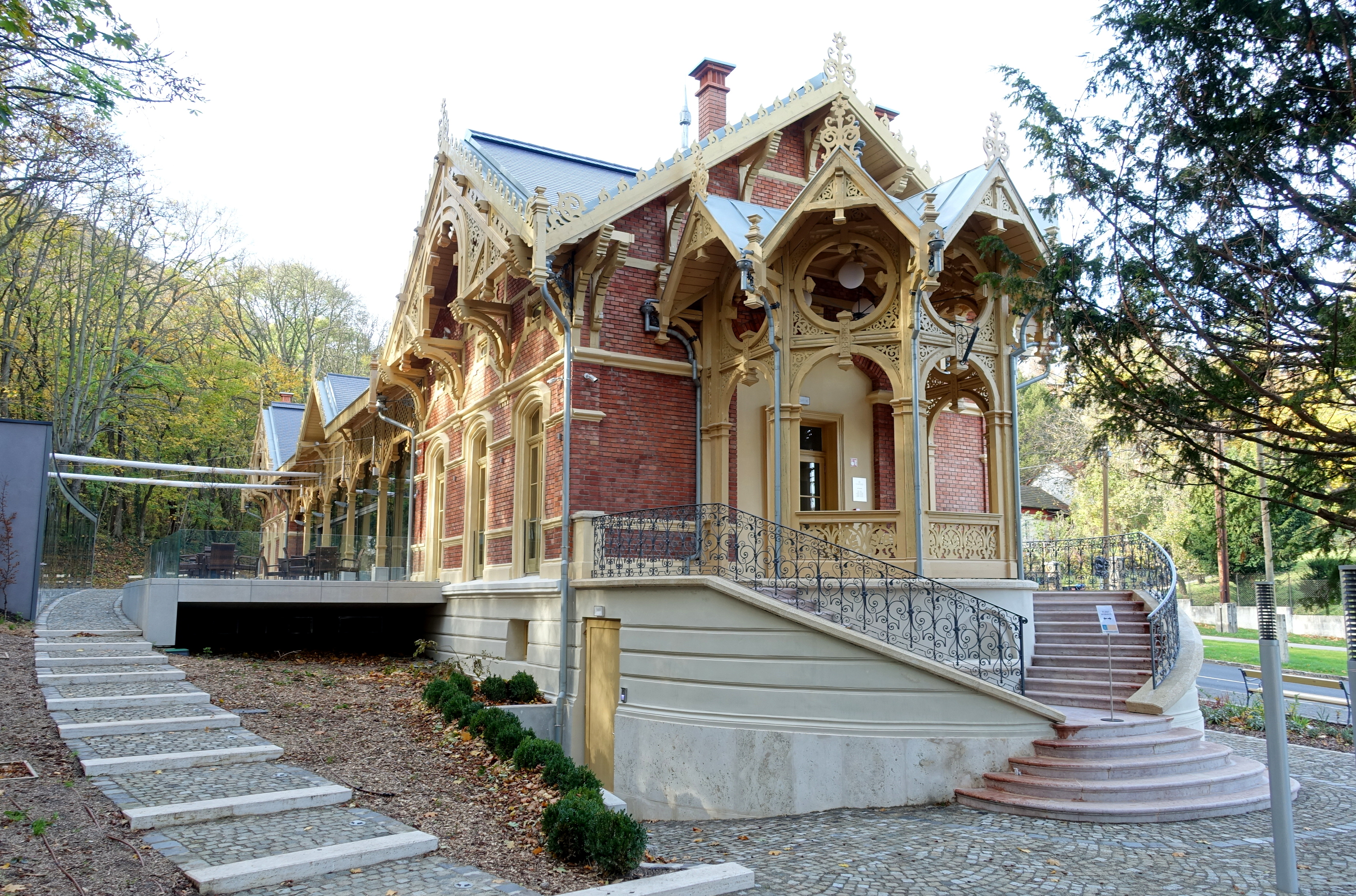
A felújított lóvasúti végállomás 2017-ben
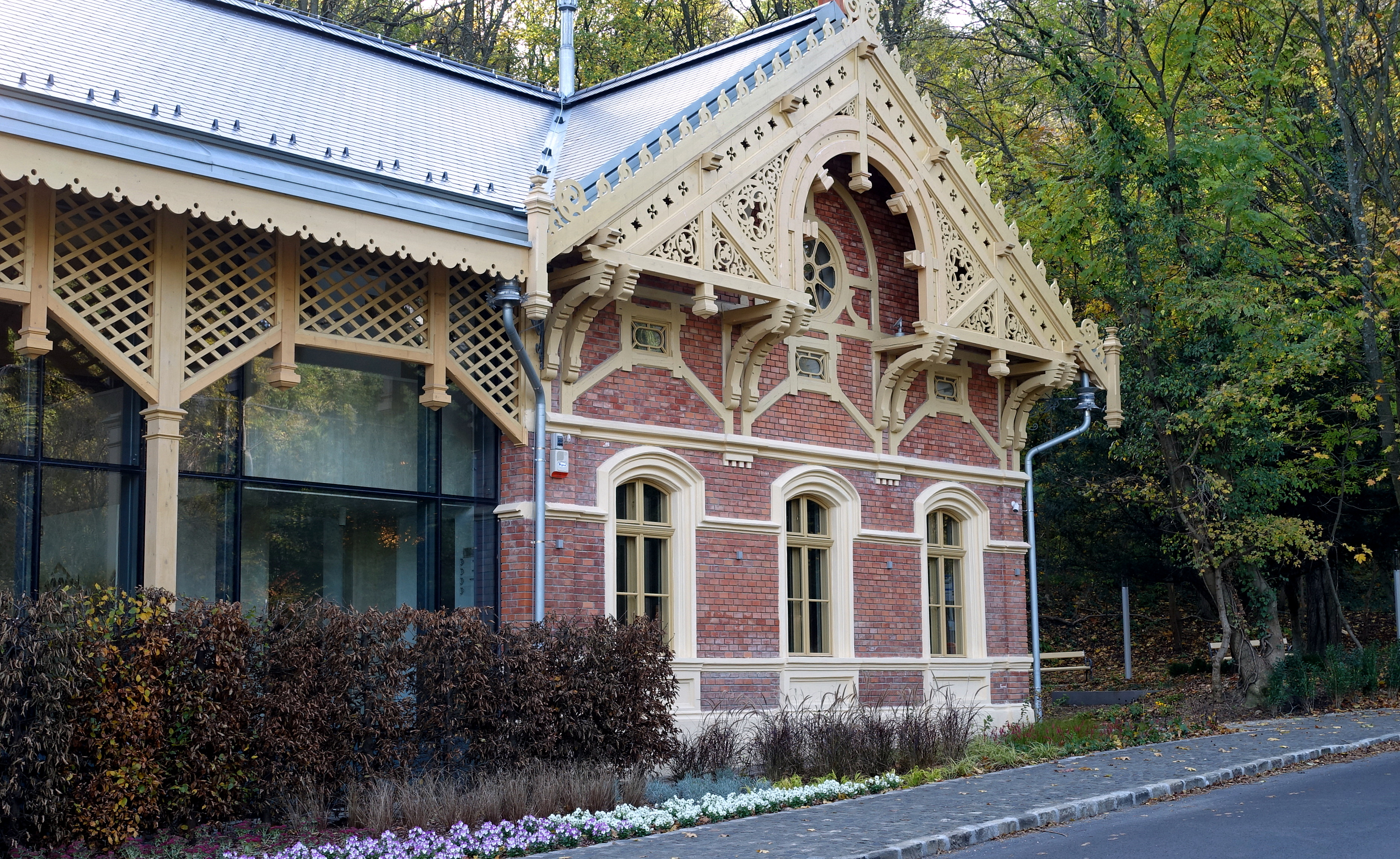
A felújított lóvasúti végállomás 2017-ben
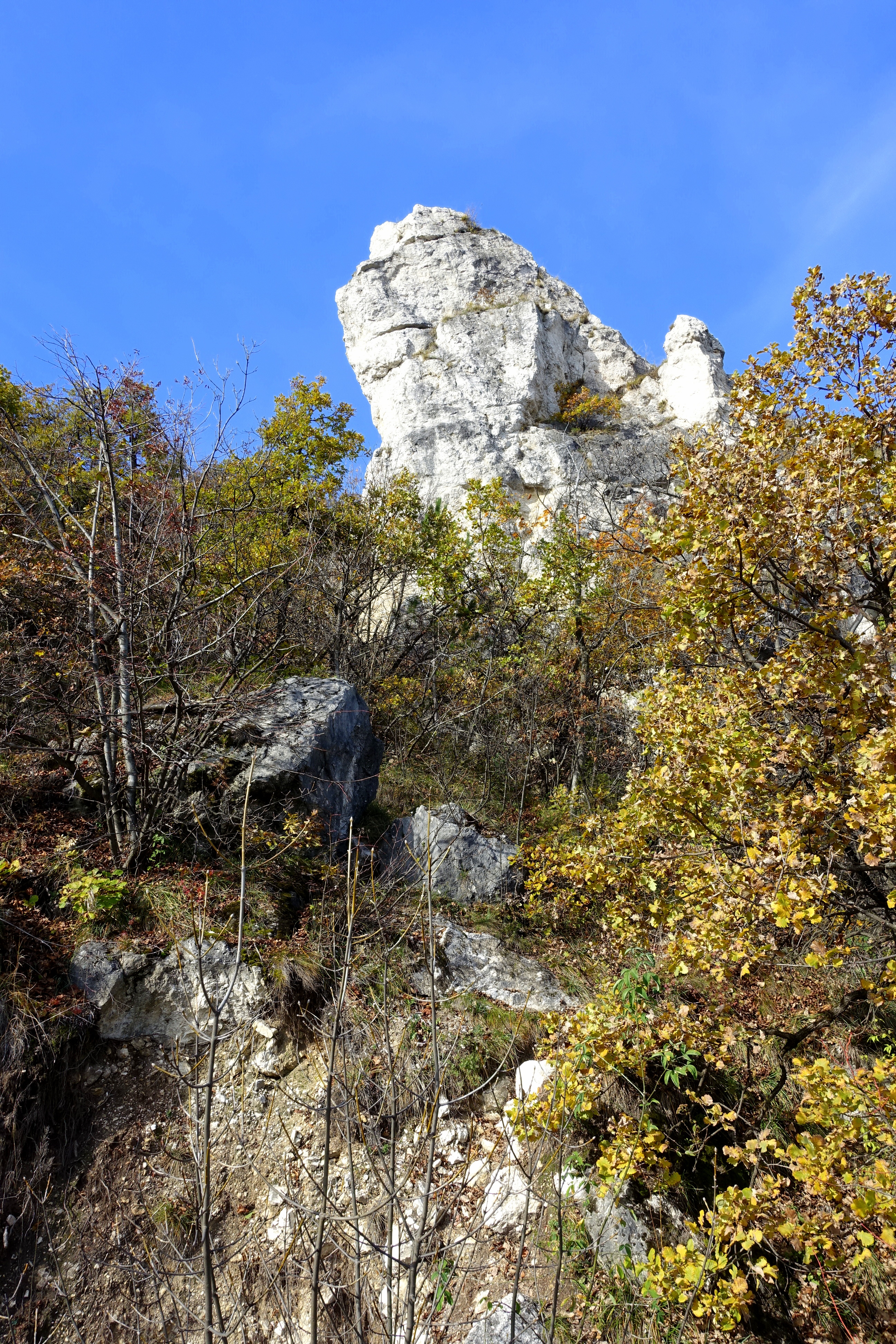
Tündér-szikla
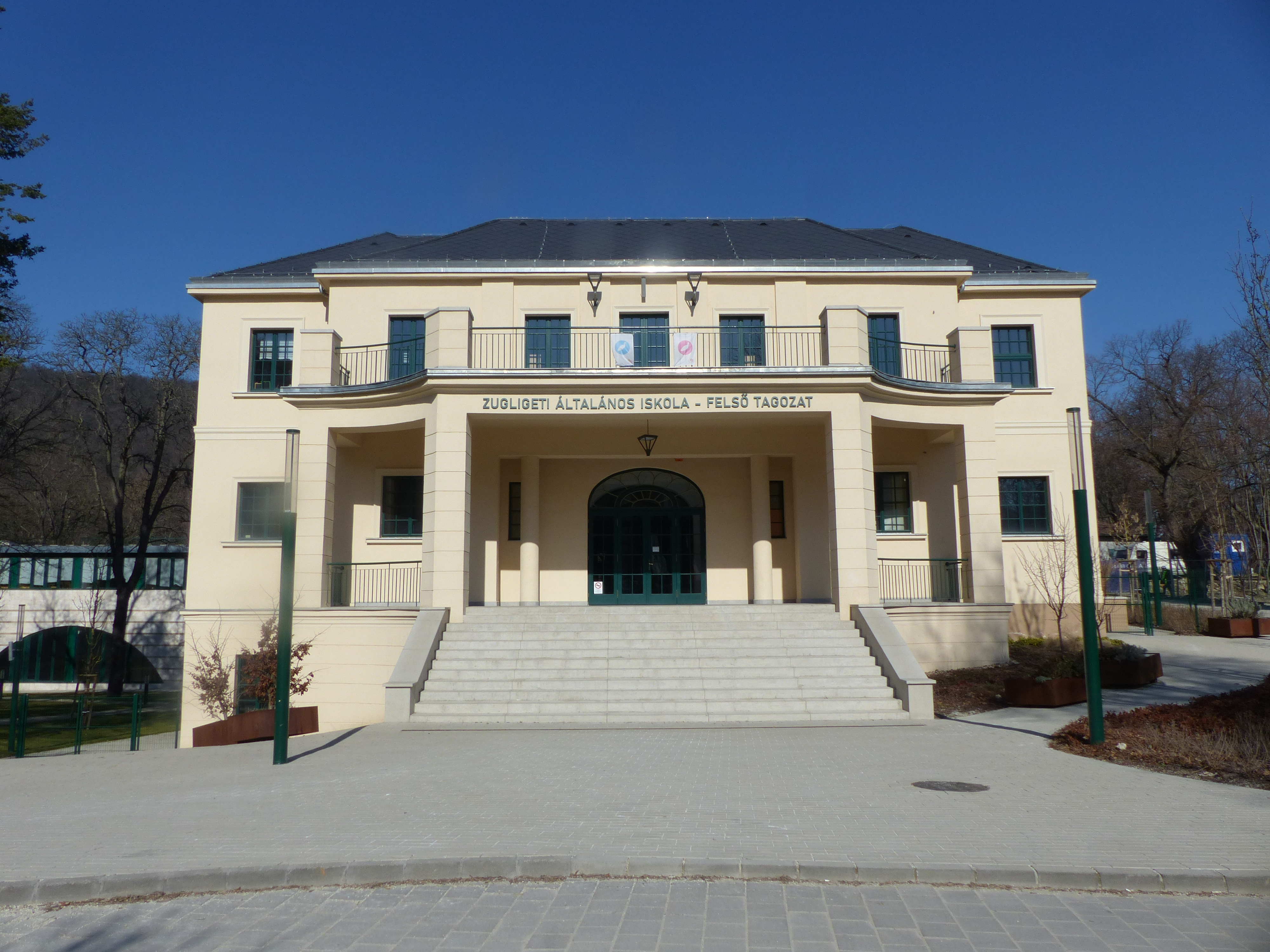
A volt Horthy villa a felújítást követően a Zugligeti Általános Iskola felső tagozatának épülete
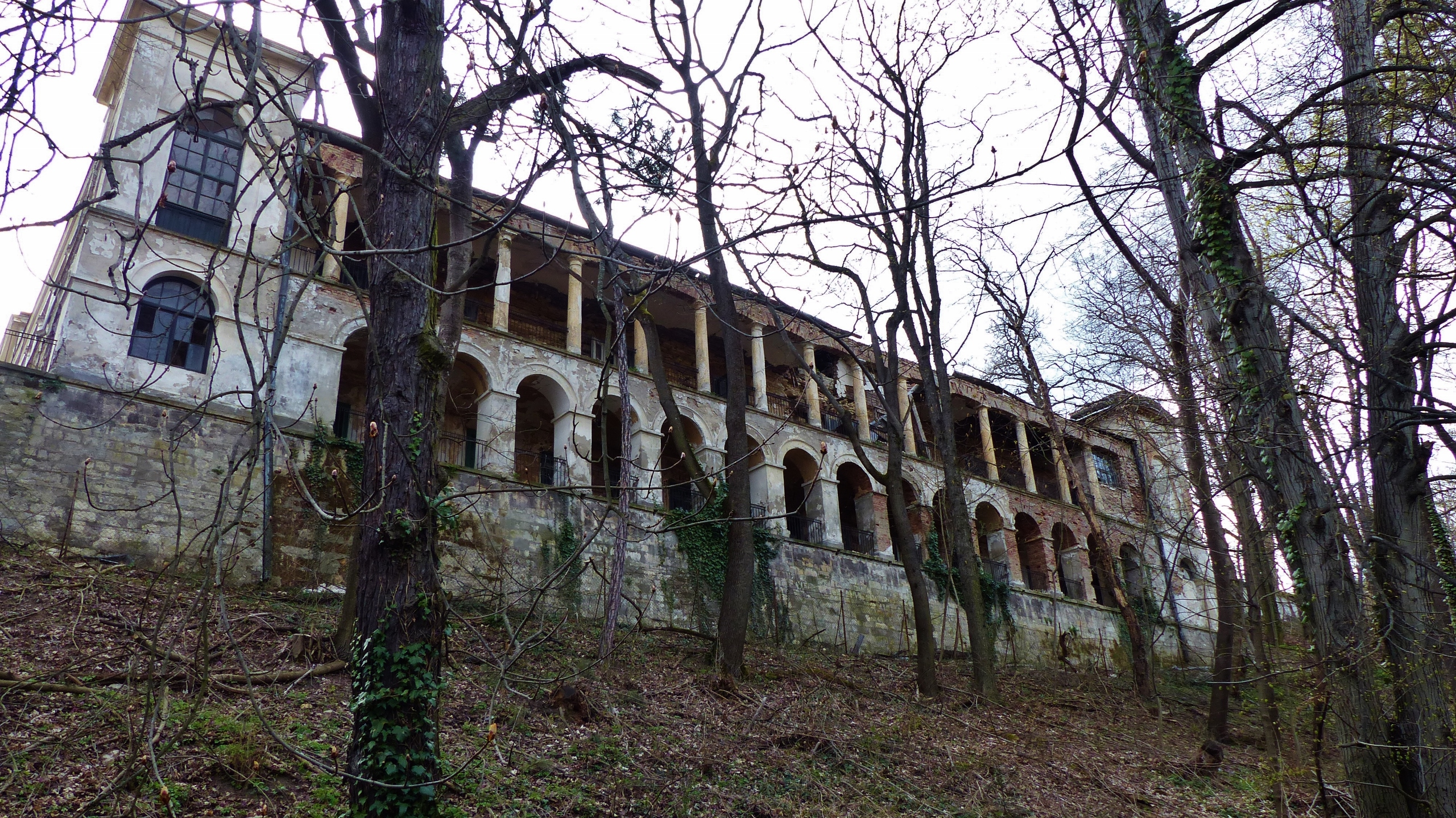
A Fácános vendéglő romja

## Fontosabb közterületek
- Béla király út
- Kútvölgyi út
- Zugligeti út